# Zündapp ZS 25

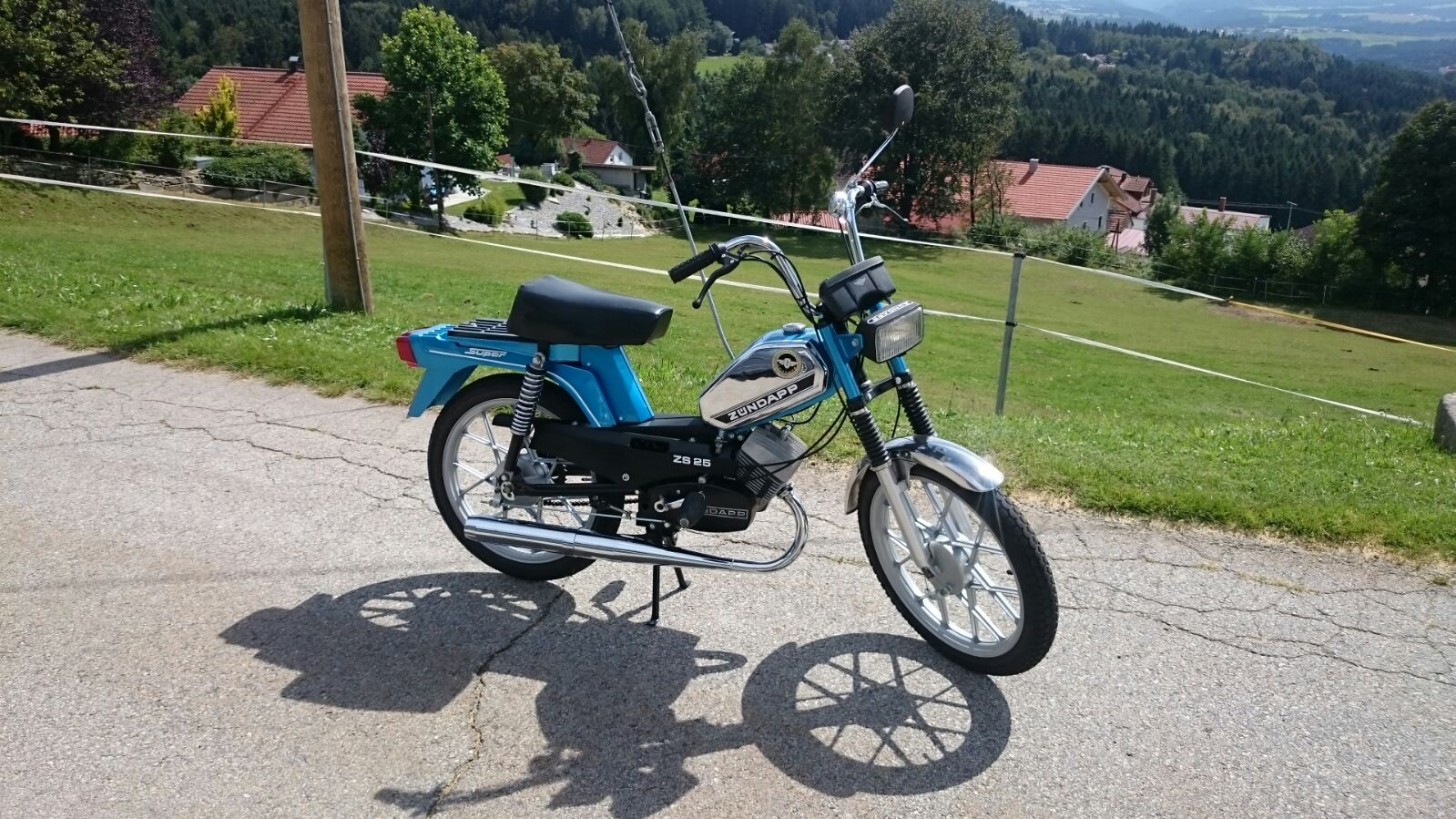
Zündapp ZS 25

Die Zündapp ZS 25 ist ein Mofa von Zündapp. Es wurde von 1981 bis 1984 gebaut und hat im Gegensatz zu den Zwei-Gang-Modellen ZL und ZX ein Dreiganggetriebe, das per Drehgriff an der linken Lenkerseite von Hand geschaltet wird. Es wurde mit Einsitzer-Sitzbank ausgeliefert.

## Zündapp ZS 25

### Baujahre
Typ 460-050: 1981–1982
Typ 460-051: 1983–1985

### Technische Daten
Motor
Typ:             278-180
Bauart:          Einzylinder-Zweitaktmotor, mit Getriebe verblockt
Hubraum:         49,9 cm³
Bohrung:         39 mm
Hub:             41,8 mm
Verdichtung:     8,4 : 1
Höchstleistung:        1 kW
maximales Drehmoment: 3,75 Nm
Kühlung:         fahrtwindgekühlt
Gemisch:         1 : 50

### Vergaser
Typ:                   Mikuni SE VM 13-83
Hauptdüse:             62,5
Nadeldüse:             E-8
Düsennadel:            3 J 2
Nadelstellung:         4
Leerlaufdüse:          40
Leerlauf-Luftschraube: 1 1/4 offen
Schieber:              2,0
Startdüse:             35
Luftdüse:              0,6

### Elektrische Anlage
Typ:               Bosch-Magnetzünder-Generator
Stromerzeuger:     6 V/19-5/10 W
Zündkerze:         Bosch W 8 D, Wärmewert 145
Elektrodenabstand: 0,4 mm
Zündzeitpunkt:     0,9 mm + 0,2 mm
Scheinwerferlampe: 6 V/15 W (dauerabgeblendet)
Rücklichtlampe:    6 V/4 W
Bremslichtlampe:   6 V/10 W
Tachobeleuchtung:        6 V/1,2 W

### Getriebe
Bauart:                         Zahnradgetriebe mit Ziehkeilschaltung
Gangzahl:                       3
Schaltung:                      Drehgriff-Handschaltung
Primärantrieb:                  Stirnzahnräder
Übersetzung Motor/Getriebe:     4,33 (78 : 18 Zähne)
Sekundärantrieb/Rollenkette:    1/2 X 3/16; 108 Glieder
Übersetzung im Getriebe:
1. Gang:                        2,47
2. Gang:                        1,48
3. Gang:                        1,08
Kupplung:                       Mehrscheiben-Ölbadkupplung
Übersetzung Getriebe/Hinterrad: 4,09 (45 : 11 Zähne)

### Fahrgestell
Bauart:                    Zentralrohr-Rahmen
Radaufhängung vorn:        Telegabel mit Druckfeder
Radaufhängung hinten:      Langschwinge mit Federbeinen
Felgendimension:           1,60 X 17"
Bereifung:                 2 1/2-17" Moped
Luftdruck vorne:           1,8 bar Überdruck
Luftdruck hinten:          2,5 bar Überdruck
Bremsen vorn und hinten:   Innenbacken-Trommelbremsen mit 120 mm Trommeldurchmesser
Zahl der Sitze:            1
Kraftstoffbehälter-Inhalt: 6,5 Liter (davon 1,0 Liter Reserve)

### Gewicht, Maße, Verbrauch, Geschwindigkeit
Leergewicht:                    62 kg
Zulässiges Gesamtgewicht:       180 kg
Radstand:                       1150 mm
Länge:                          1750 mm
Breite:                         640 mm
Höhe:                           1010 mm
Sitzhöhe:                       ca. 780 mm
Kraftstoffverbrauch:            ca. 1,7 l/100 km
Höchstgeschwindigkeit:          25 km/h
Bergsteigefähigkeit im 1. Gang: 40 %